# Mangokauz
Der Mangokauz (Strix ocellata) ist eine Art aus der Familie der Eigentlichen Eulen (Strigidae). Er kommt in drei Unterarten ausschließlich in Südostasien vor. Er ist eine weit verbreitete und regional häufige Eulenart.

## Merkmale

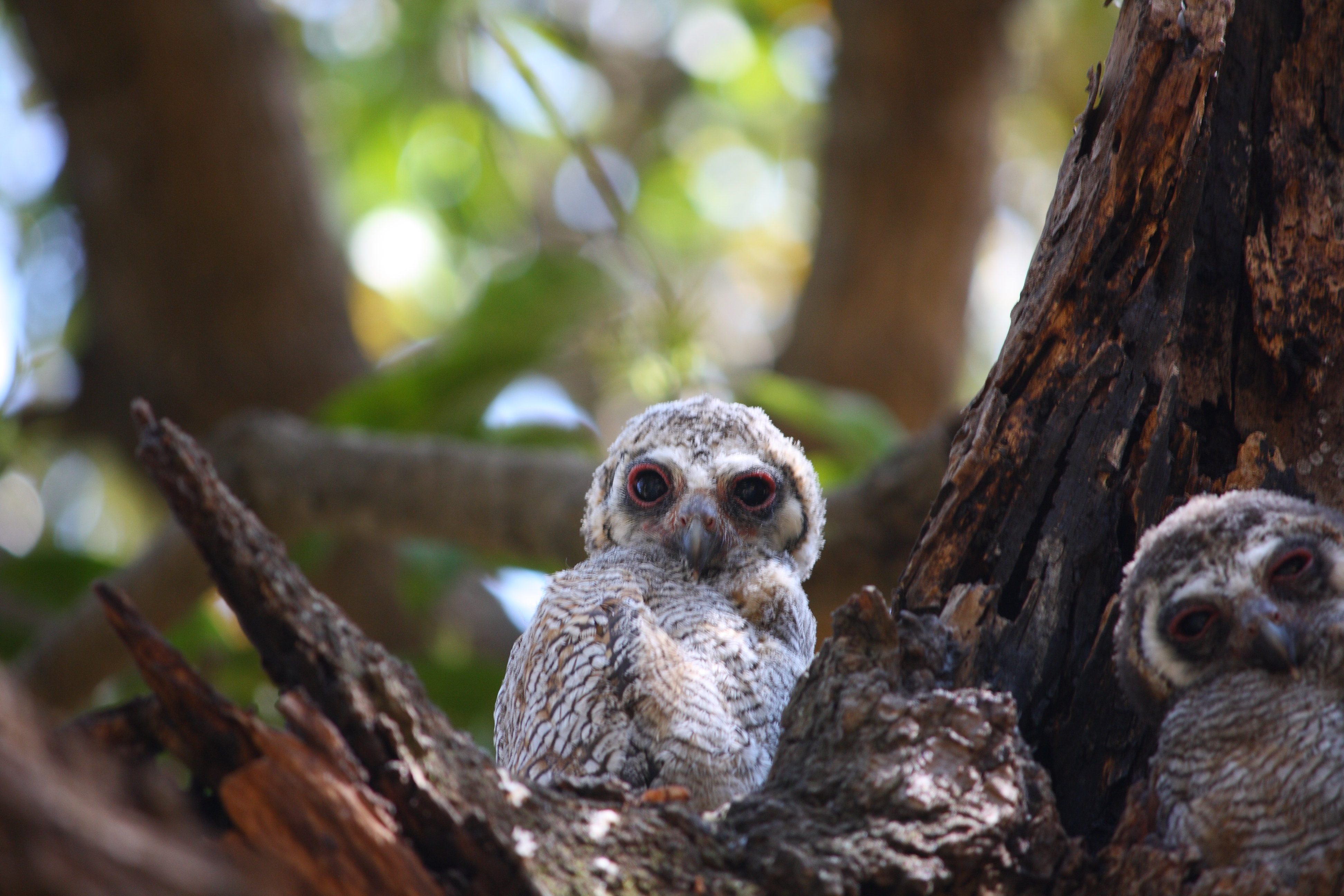
Juvenile Mangokäuze

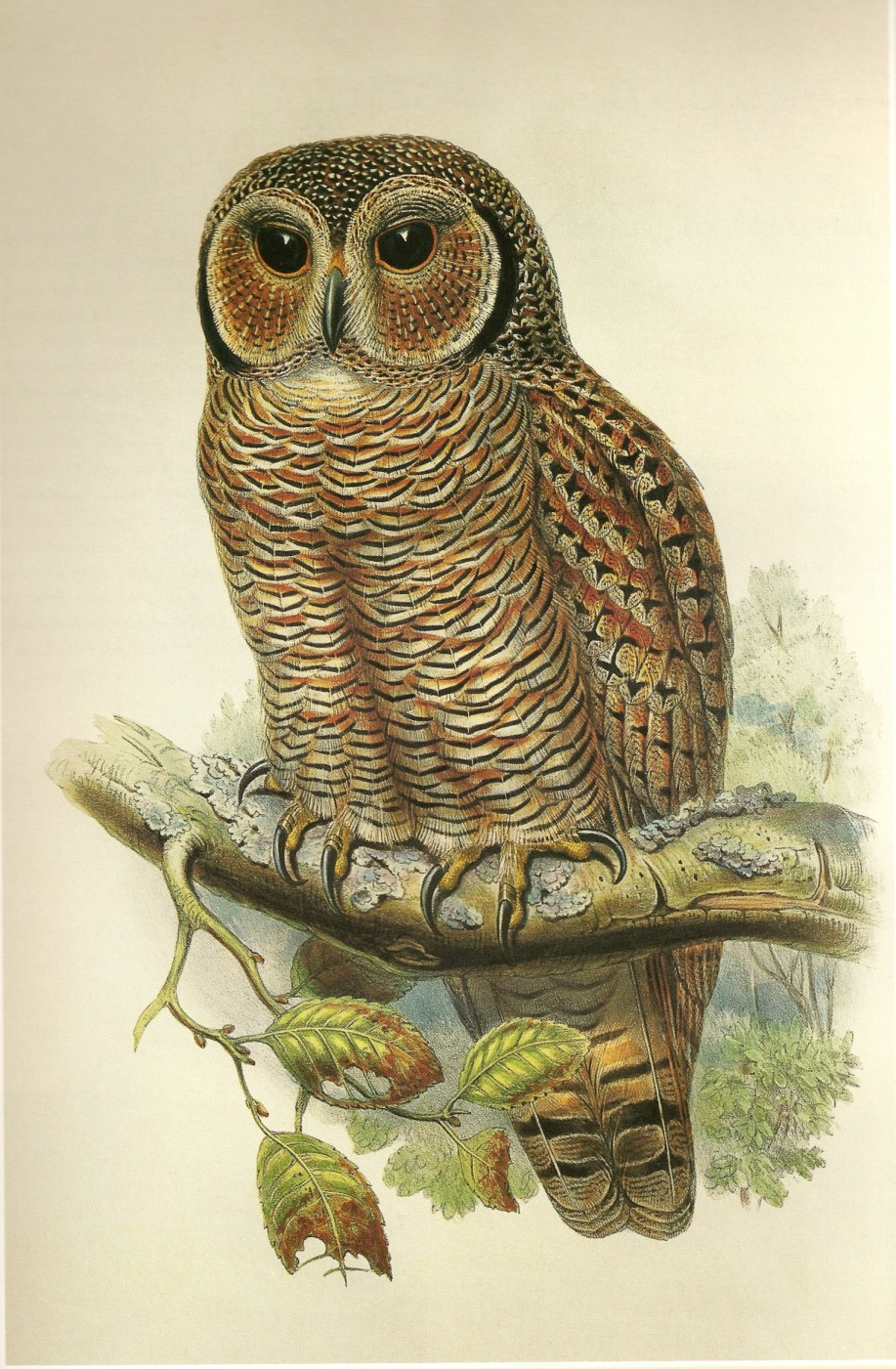
Mangokauz, Illustration

Mit einer Körpergröße von etwa 41 bis 48 Zentimetern ist der Mangokauz innerhalb seiner Gattung eine verhältnismäßig große Art. Federohren fehlen. Der Gesichtsschleier ist weißlich und von einem dunklen Rand umgeben. Das Körpergefieder ist gelblich-rot und weiß, schwarz und rotbraun gesprenkelt, gefleckt und gestreift. Die Augen sind dunkelbraun. Die Läufe und Zehen sind befiedert.
Verwechslungsmöglichkeiten bestehen mit dem Malaienkauz, dessen Körperunterseite jedoch gelblicher als beim Mangokauz ist und der einen rötlichen Gesichtsschleier hat. Der Niaskauz ist deutlich kleiner und insgesamt stärker rötlich-braun gefärbt. Der Pagodenkauz hat gleichfalls einen rötlich-braunen Gesichtsschleier. Bei ihm ist außerdem der dunkle Rand nicht so ausgeprägt.

## Verbreitungsgebiet
Das Verbreitungsgebiet des Mangokauzes ist der indische Halbkontinent. Er kommt in den indischen Ausläufern des Himalayas vor und wurde auch bereits im Westen Myanmars beobachtet. Im Nordosten Pakistans ist er seit dem frühen 20. Jahrhundert nicht mehr beobachtet worden.
Der Mangokauz ist ein Standvogel, der leicht bewaldete Ebenen, offenes Waldland und Haine mit älteren Bäumen besiedelt.

## Lebensweise
Der Mangokauz ist überwiegend nacht- und dämmerungsaktiv. Paare übertagen gewöhnlich nebeneinander auf einem Zweig im dichten Blattwerk eines Baumes. Aufgeschreckte Mangokäuze fliegen auch bei Tage längere Strecken und landen direkt in der Baumkrone. Dadurch unterscheiden sie sich beispielsweise von den meisten Uhu-Arten, die dann meist auf Ästen im äußeren Kronenbereich landen.
Die Fortpflanzungszeit fällt gewöhnlich in den Zeitraum Februar bis April. Das Gelege besteht meist aus zwei Eiern. Brutdauer und Nestlingszeit sind bislang nicht hinreichend untersucht.

## Mangokauz und Mensch
Ähnlich wie der Waldkauz in Europa gilt der Mangokauz im südindischen Bundesstaat Kerala als Totenvogel. Er wird kālan-kozhi, „Todeshuhn“ genannt und sein Ruf als povaa-aa gedeutet, das heißt „Gehen wir!“  Angeblich soll man ihn dann mit einem glühenden Eisen vertreiben können. Ähnlich hört man in Deutschland im kuwitt des Waldkauzes ein „Komm mit!“

## Belege

### Einzelbelege
1. 1 2   König et al., S. 356
2. ↑  B. Vijayaraghavan: “Owl beliefs” in: Newsletter for Birdwatchers, Bd. 38, Nr. 3 (Mai/Juni 1998),  S. 54 f.